# Henric de Speyer
Henric de Speyer (n. 965/970 – d. 989/1000) aparținând dinastiei Saliene, conte de Wormsgau, a fost tatăl împăratului Conrad al II-lea.
Henric a fost fiul cel mare al contelui Otto de Worms (d. 1004), devenit duce al Carintiei și fratele papei Grigore al V-lea. Se cunosc puține date despre viața sa deoarece a murit înaintea tatălui său, la aproximativ 20 de ani, titlul de conte de Wormsgau, fiind singurul pe care l-a deținut. 
Henric a fost căsătorit cu Adelaida de Alsacia, soră a o soră a conților de Alsacia, Adalbert și Gerhard din casa Matfried. Adelaida i-a supraviețuit lui Henric mulți ani și a murit în 1046, după ce s-a căsătorit din nou cu un conte franc - probabil cu Poppo al V-lea.
Henric a fost înmormântat în catedrala din Worms, alături de fiica sa Iudita.